# Distillerie de pommes de terre

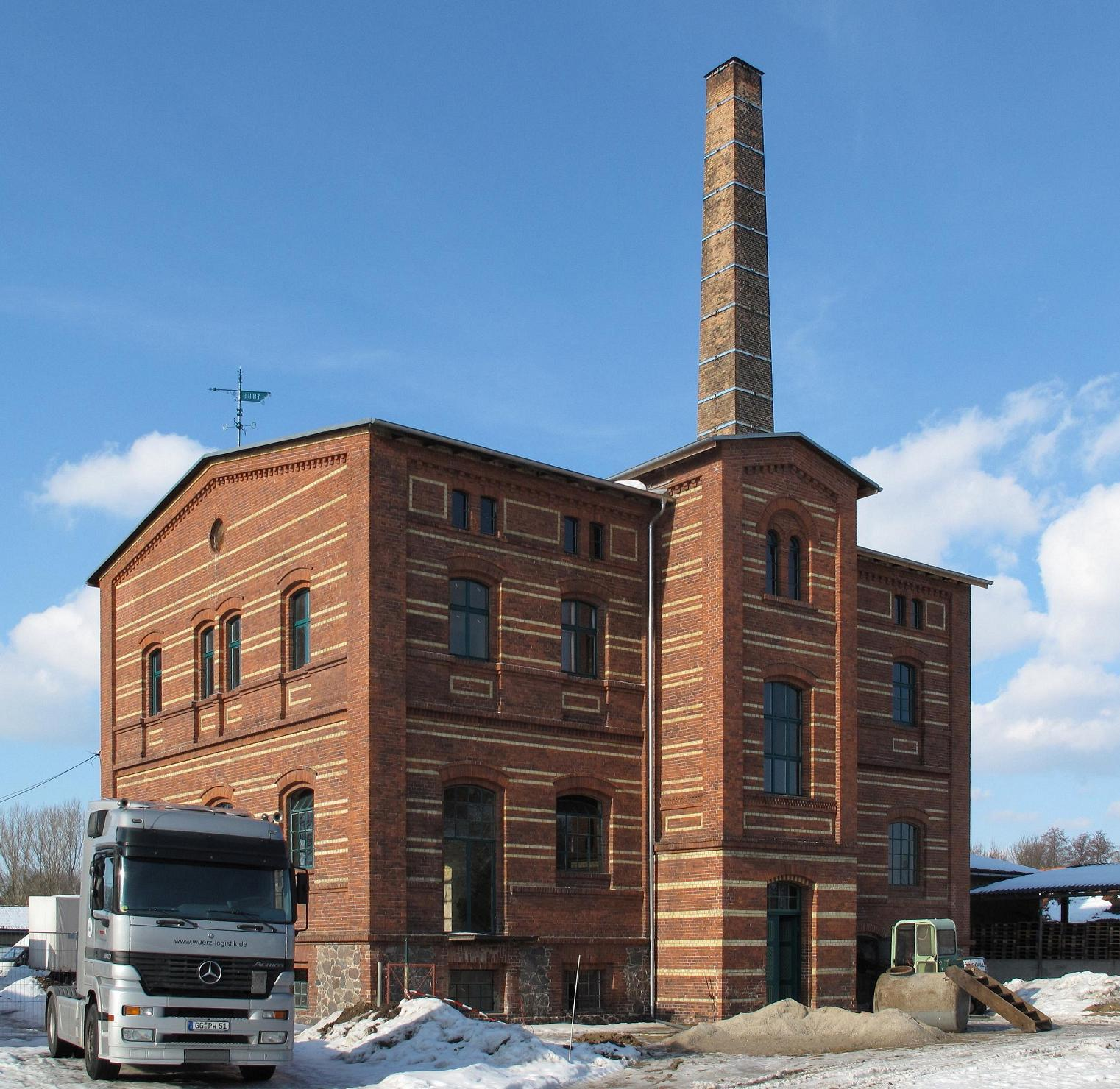
Distillerie de pommes de terre de 1839 à Genshagen (Brandebourg, Allemagne).

Une distillerie de pommes de terre a pour fonction de produire de l'alcool à partir de la fécule contenue dans les pommes de terre. D'autres produits agricoles riches en féculents comme les céréales sont également utilisées à cet effet. Cet alcool agricole est destiné à la consommation humaine ou à la médecine, ainsi qu'aux industries pharmaceutique et cosmétique et à la production de vinaigre.
Il existe des distillateurs agricoles, souvent organisés en coopératives, et des distillateurs industriels.